# Grand Prix automobile de Belgique 1951
GP précédent GP suivant
Le Grand Prix de Belgique 1951 (XIIIe Grand Prix de Belgique / XIII Grote Prijs van Belgie), disputé sur le circuit de Spa-Francorchamps le 17 juin 1951, est la dixième épreuve du championnat du monde de Formule 1 courue depuis 1950 et la troisième manche du championnat 1951.

## Contexte avant le Grand Prix

### Le championnat du monde
Troisième épreuve du championnat, cette course est en réalité le deuxième grand rendez-vous européen après le Grand Prix de Suisse, disputé trois semaines plus tôt sous une pluie battante et dominé par Juan Manuel Fangio sur Alfa Romeo. Le pilote argentin est donc en tête du classement provisoire, à égalité de points avec Lee Wallard, vainqueur des 500 miles d'Indianapolis, épreuve atypique du championnat et chasse gardée des spécialistes américains.

### Le circuit

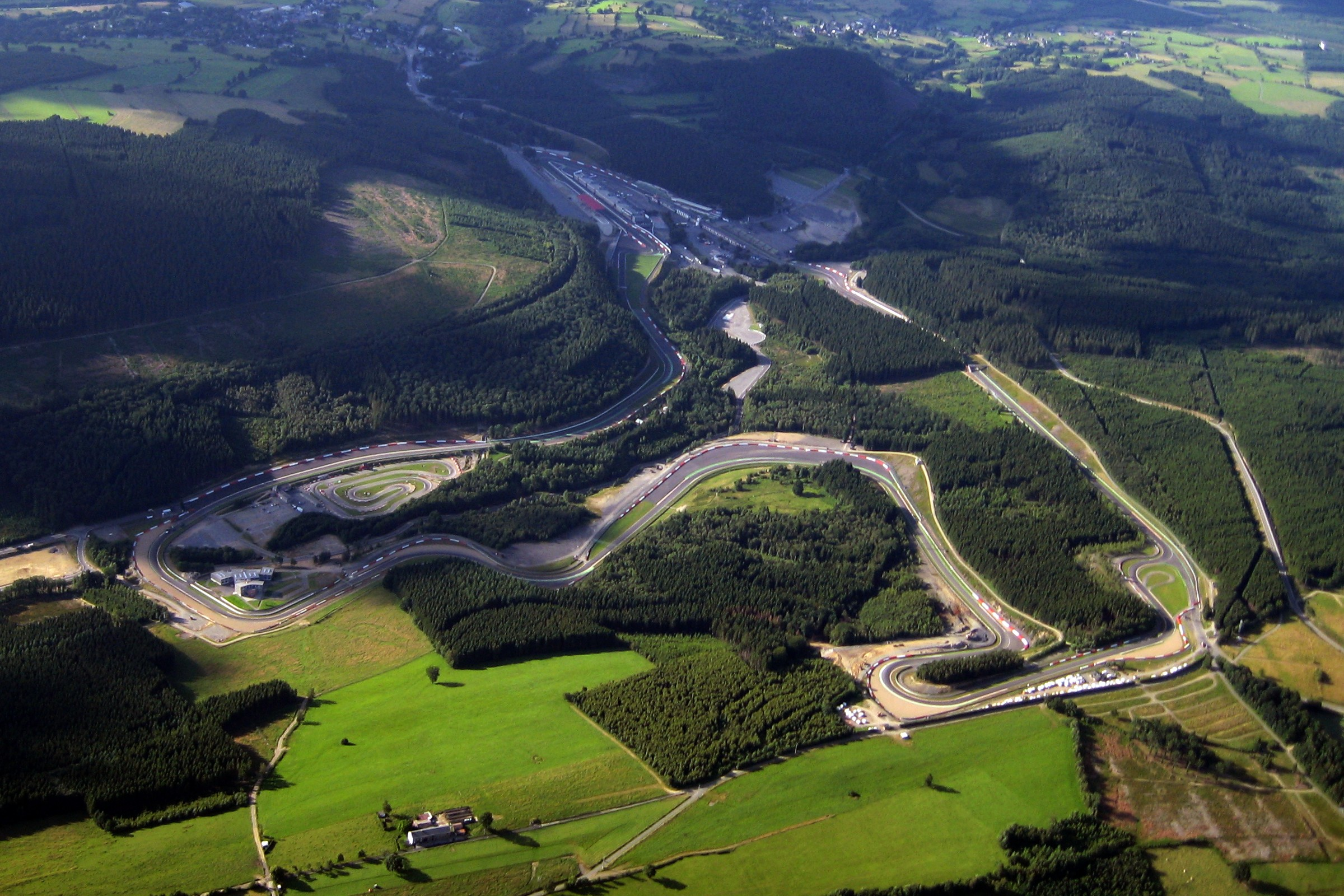
Vue du circuit actuel, empruntant une partie du tracé initial (au fond, le virage de la Source).

Le circuit naturel ardennais est alors, avec Monza, le plus rapide des tracés européens. La piste assez large permet des vitesses très élevées, pouvant dépasser les 300 km/h dans l'impressionnante descente de Masta. L'année précédente, l'épreuve fut remportée par l'Alfa Romeo de Juan Manuel Fangio, à plus de 177 km/h de moyenne.

## Monoplaces en lice
- Alfa Romeo 159 "Usine"

L'Alfetta est désormais dans sa dernière évolution, son moteur délivre maintenant 425 chevaux, au prix d'une consommation très élevée, de l'ordre de 150 litres de méthanol aux cent kilomètres sur ce circuit. L'usine engage ici trois modèles identiques pour le champion en titre Giuseppe Farina, Juan Manuel Fangio et le pilote essayeur Consalvo Sanesi.
- Ferrari 375 F1 "Usine"

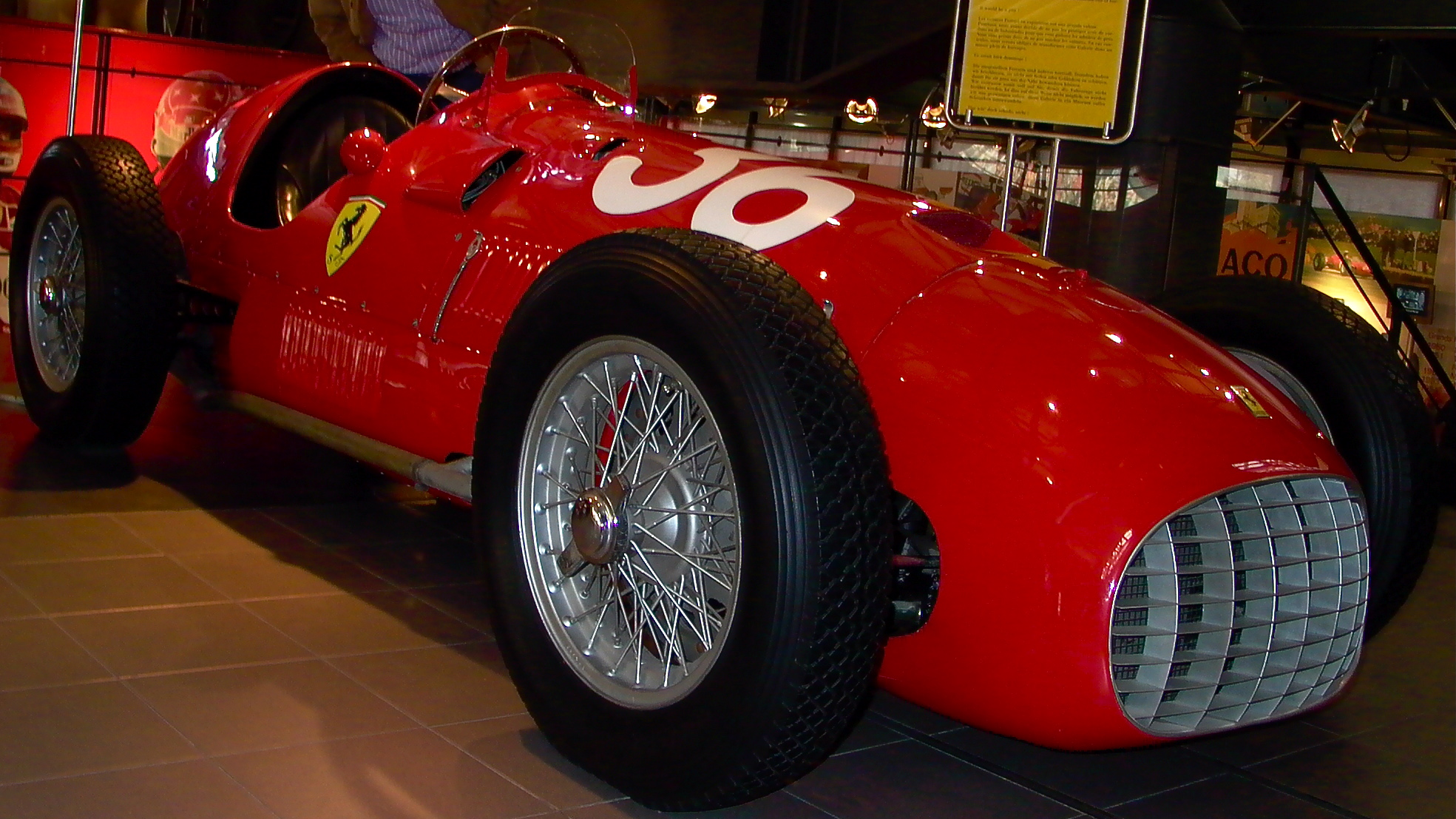
La Ferrari 375 F1, adversaire redoutable de la célèbre Alfetta.

S'avérant une sérieuse concurrente pour les Alfa Romeo, la Ferrari 375 dispose d'un moteur V12 atmosphérique développant 380 chevaux dans sa version à double allumage. Ces monoplaces peuvent espérer compenser leur handicap de puissance et de poids à vide par une consommation moindre, leur faisant économiser un arrêt en course malgré une moindre charge de carburant au départ. La Scuderia Ferrari a également engagé trois voitures : on retrouve ici Alberto Ascari (maintenant complètement rétabli de ses brûlures au bras), Luigi Villoresiet Piero Taruffi, soit la même équipe qu'à Bremgarten.

Tony Vandervell avait initialement engagé sa Ferrari 375 Thin Wall pour le Britannique Reg Parnell, avant de déclarer forfait.
- Talbot-Lago T26C

La firme de Suresnes n'a plus d'écurie officielle, c'est néanmoins la marque la plus représentée avec sept engagements : en plus des deux voitures de l'écurie Rosier (pilotées par Louis Rosier et Louis Chiron qui remplace Henri Louveau), on compte trois monoplaces privées ainsi que deux T26C jaunes pour les pilotes locaux Johnny Claes (Écurie Belge) et André Pilette (Écurie Belgique), qui dispute ici son premier Grand Prix. Bien qu'aujourd'hui totalement surclassées par les monoplaces italiennes, les Talbot peuvent encore espérer un résultat honorable dans cette longue épreuve grâce à leur fiabilité.
- Les absentes

Pour la première fois depuis la naissance de la formule 1 (1948), un Grand Prix international va se dérouler sans Maserati. Deux 4CLT/48 étaient pourtant engagées (celle du Prince Bira, équipée du tout nouveau V12 O.S.C.A., et une des monoplaces d'Enrico Platé pour le pilote argentin José Froilán González), mais aucune ne participera au meeting.

## Coureurs inscrits
| no | Pilote                | Écurie           | Constructeur | Modèle              | N° châssis | Moteur         | Pneumatiques |
| -- | --------------------- | ---------------- | ------------ | ------------------- | ---------- | -------------- | ------------ |
| 2  | Juan Manuel Fangio    | Alfa Romeo SpA   | Alfa Romeo   | Alfa Romeo 159      | 117        | Alfa Romeo L8s | P            |
| 4  | Nino Farina           | Alfa Romeo SpA   | Alfa Romeo   | Alfa Romeo 159      | 116        | Alfa Romeo L8s | P            |
| 6  | Consalvo Sanesi       | Alfa Romeo SpA   | Alfa Romeo   | Alfa Romeo 159      | 109        | Alfa Romeo L8s | P            |
| 8  | Alberto Ascari        | Scuderia Ferrari | Ferrari      | Ferrari 375 F1      | 375/4      | Ferrari V12    | P            |
| 10 | Luigi Villoresi       | Scuderia Ferrari | Ferrari      | Ferrari 375 F1      | 375/3      | Ferrari V12    | P            |
| 12 | Piero Taruffi         | Scuderia Ferrari | Ferrari      | Ferrari 375 F1      | 375/5      | Ferrari V12    | P            |
| 14 | Louis Rosier          | Écurie Rosier    | Talbot-Lago  | Talbot-Lago T26C-DA | 110 053    | Talbot L6      | D            |
| 16 | Johnny Claes          | Écurie Belge     | Talbot-Lago  | Talbot-Lago T26C-DA | 110 052    | Talbot L6      | D            |
| 18 | Louis Chiron          | Écurie Rosier    | Talbot-Lago  | Talbot-Lago T26C    | 110 001    | Talbot L6      | D            |
| 20 | Philippe Étancelin    | Privé            | Talbot-Lago  | Talbot-Lago T26C-DA | 110 054    | Talbot L6      | D            |
| 22 | Yves Giraud Cabantous | Privé            | Talbot-Lago  | Talbot-Lago T26C    | 110 009    | Talbot L6      | D            |
| 24 | André Pilette         | Écurie Belgique  | Talbot-Lago  | Talbot-Lago T26C    | 110 006    | Talbot L6      | E            |
| 26 | Pierre Levegh         | Privé            | Talbot-Lago  | Talbot-Lago T26C    | 110 005    | Talbot L6      | D            |
| 28 | Prince Bira           | Écurie Siam      | Maserati     | Maserati 4CLT/48    | 1607       | O.S.C.A. V12   | P            |
| 30 | José Froilán González | Enrico Platé     | Maserati     | Maserati 4CLT/48    | 1598       | Maserati L4s   | P            |
| 32 | Reg Parnell           | GA Vandervell    | Ferrari      | Ferrari 375 F1      | 125-C-02   | Ferrari V12    | P            |

## Qualifications
À la suite du forfait des Maserati, seulement treize voitures participent aux séances d'essais, dominées par les Alfa Romeo : leur puissance supérieure et leur moindre poids à vide leur donne un net avantage sur ce circuit très rapide. Juan Manuel Fangio se montre le meilleur, à près de 192 km/h de moyenne, devant son coéquipier Giuseppe Farina. Le seul souci rencontré par les Alfetta est une démultiplication trop courte, les moteurs tournant à plus de 9300 tr/min dans la descente de Masta, remettant en cause leur tenue en course. La solution du problème sera l'adoption de roues arrière plus grandes (dix-neuf pouces de diamètre au lieu de dix-sept), mais celles-ci ne pourront être essayées en qualifications. Meilleur représentant de la Scuderia Ferrari, Luigi Villoresi est troisième, juste devant ses coéquipiers Alberto Ascari et Piero Taruffi. Tous ces pilotes ont battu le record établi par Farina en 1950. Avec un avantage d'environ quatre secondes au tour sur les Ferrari, les Alfetta ne seront toutefois pas à l'abri de la menace Ferrari en course : en effet, la gloutonnerie du 8 cylindres suralimenté les oblige à embarquer trois cents litres de carburant et à effectuer un arrêt de plus que leurs concurrentes.

Sur la troisième Alfa, Consalvo Sanesi s'est montré beaucoup plus lent que ses coéquipiers, à onze secondes de la pole position. Il devance néanmoins les sept Talbot privées, nettement moins puissantes que les bolides italiens. Meilleur représentant de la firme de Suresnes, Louis Rosier a concédé vingt secondes à Fangio.

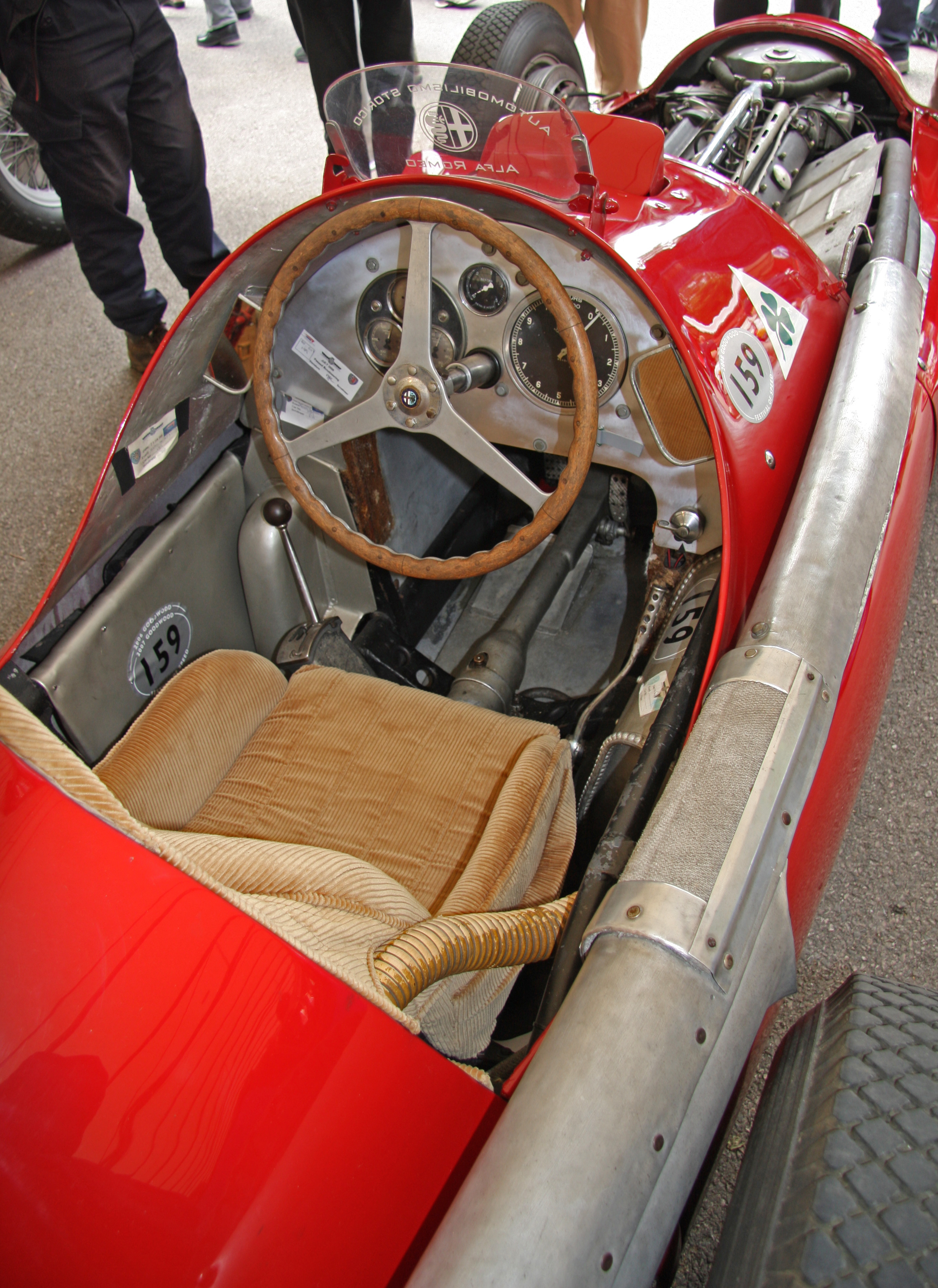
L'Alfa Romeo 159, une nouvelle fois reine des qualifications.

| Pos. | no | Pilote                | Écurie      | Temps      | Écart  |
| ---- | -- | --------------------- | ----------- | ---------- | ------ |
| 1    | 2  | Juan Manuel Fangio    | Alfa Romeo  | 4 min 25 s |        |
| 2    | 4  | Giuseppe Farina       | Alfa Romeo  | 4 min 28 s | + 3 s  |
| 3    | 10 | Luigi Villoresi       | Ferrari     | 4 min 29 s | + 4 s  |
| 4    | 8  | Alberto Ascari        | Ferrari     | 4 min 30 s | + 5 s  |
| 5    | 12 | Piero Taruffi         | Ferrari     | 4 min 32 s | + 7 s  |
| 6    | 6  | Consalvo Sanesi       | Alfa Romeo  | 4 min 36 s | + 11 s |
| 7    | 14 | Louis Rosier          | Talbot-Lago | 4 min 45 s | + 20 s |
| 8    | 22 | Yves Giraud Cabantous | Talbot-Lago | 4 min 52 s | + 27 s |
| 9    | 18 | Louis Chiron          | Talbot-Lago | 5 min 01 s | + 36 s |
| 10   | 20 | Philippe Étancelin    | Talbot-Lago | 5 min 04 s | + 39 s |
| 11   | 16 | Johnny Claes          | Talbot-Lago | 5 min 09 s | + 44 s |
| 12   | 24 | André Pilette         | Talbot-Lago | 5 min 16 s | + 51 s |
| 13   | 26 | Pierre Levegh         | Talbot-Lago | 5 min 17 s | + 52 s |

## Grille de départ du Grand Prix
| 1re ligne | Pos. 1                       |                               | Pos. 2                         |                                  | Pos. 3                             |
|           | Fangio Alfa Romeo 4 min 25 s |                               | Farina Alfa Romeo 4 min 28 s   |                                  | Luigi Villoresi Ferrari 4 min 29 s |
| 2e ligne  |                              | Pos. 4                        |                                | Pos. 5                           |                                    |
|           |                              | Ascari Ferrari 4 min 30 s     |                                | Taruffi Ferrari 4 min 32 s       |                                    |
| 3e ligne  | Pos. 6                       |                               | Pos. 7                         |                                  | Pos. 8                             |
|           | Sanesi Alfa Romeo 4 min 36 s |                               | Rosier Talbot-Lago 4 min 45 s  |                                  | Giraud-C. Talbot-Lago 4 min 52 s   |
| 4e ligne  |                              | Pos. 9                        |                                | Pos. 10                          |                                    |
|           |                              | Chiron Talbot-Lago 5 min 01 s |                                | Étancelin Talbot-Lago 5 min 04 s |                                    |
| 5e ligne  | Pos. 11                      |                               | Pos. 12                        |                                  | Pos. 13                            |
|           | Claes Talbot-Lago 5 min 09 s |                               | Pilette Talbot-Lago 5 min 16 s |                                  | Levegh Talbot-Lago 5 min 17 s      |

## Déroulement de la course
Le temps est chaud et ensoleillé le jour de la course. Sur cette distance de plus de cinq cents kilomètres, les Alfa Romeo devront ravitailler deux fois en carburant, les Ferrari une fois, tandis que les sobres Talbot-Lago pourront effectuer la totalité de la course sans s'arrêter. Chez Alfa, on a reçu in extremis les jantes arrière de dix-neuf pouces, devant permettre de réduire le régime moteur dans la longue descente de Masta. Le changement est effectué sur les trois voitures une heure avant le départ.
De l'extérieur de la première ligne, Luigi Villoresi (Ferrari) est le plus prompt à s'élancer et aborde le virage de l'Eau Rouge en tête, devant l'Alfa Romeo de Giuseppe Farina et la Ferrari d'Alberto Ascari. Parti de la pole position, Juan Manuel Fangio (Alfa Romeo) est seulement quatrième, ayant trop fait patiner ses roues au départ. Farina parvient à prendre l'avantage sur Villoresi à Malmédy, mais ce dernier le repasse à Stavelot. À l'issue du premier tour, Villoresi est toujours en tête, deux secondes devant Farina, suivi de près par Ascari, Fangio et la troisième Ferrari de Piero Taruffi. Sur la dernière Alfa Romeo, Consalvo Sanesi compte déjà près de vingt secondes de retard sur le leader. Puis viennent les six Talbot, déjà distancées (sur la septième Talbot, Philippe Étancelin a renoncé peu après le départ, transmission cassée). Le chassé-croisé entre les leaders continue au tour suivant, mais au second passage devant les stands Villoresi est à nouveau en tête, talonné par Farina, Ascari et Fangio.
Au partir du troisième tour, Farina prend la direction des opérations, et imprime une cadence très rapide, la moyenne de la course est nettement supérieure au record de l'année précédente. Villoresi ne se maintient pas longtemps en seconde position, se faisant déborder par Ascari au quatrième tour, par Fangio au suivant. Le pilote argentin, après un départ relativement prudent, tourne maintenant à un rythme très soutenu : à la fin de la sixième boucle, après avoir dépassé Ascari, il est revenu à sept secondes de son coéquipier; au dixième passage, ayant tourné à une moyenne de près de 194 km/h, il est dans le sillage du leader. Les Ferrari sont décrochées, Villoresi a dû effectuer un bref arrêt au stand pour colmater une fuite d'huile, tandis que Taruffi vient d'abandonner, pont arrière cassé.
Sanesi, un moment quatrième, est le premier à ravitailler et à changer ses roues arrière, au début du douzième tour (les stands sont situés juste après la ligne d'arrivée). Il semble en difficulté, de la vapeur s'échappe du radiateur. Il parvient à repartir, mais abandonne quelques kilomètres plus loin. Farina et Fangio sont toujours roues dans roues à la fin du quatorzième tour. Farina effectue alors son premier arrêt ravitaillement, changeant également ses pneus arrière. Il repart en seconde position, Fangio prenant la tête de la course. Pour une ronde seulement, car l'Argentin s'arrête au passage suivant, pour son premier ravitaillement et changement de pneus. Ses mécaniciens ne parviennent pas à démonter la roue arrière gauche, deux rayons brisés la coinçant sur le moyeu ! On est obligé d'utiliser un tire-moyeu pour extraire roue et tambour de frein, et de procéder à un remplacement du pneu sur la jante. Pendant les quinze minutes que va durer l'opération, l'attitude de Fangio force l'admiration du public : d'un calme olympien, il essuie tranquillement sa visière, prend ensuite un rafraichissement. Quand il peut enfin repartir, sous les acclamations de la foule, il compte quatre tours de retard et a perdu toute chance de bien figurer.
En tête Farina compte désormais une bonne avance sur les Ferrari d'Ascari et Villoresi, qui effectuent leur ravitaillement en carburant respectivement aux dix septième et vingtième tours. Villoresi va devoir effectuer un arrêt supplémentaire deux rondes plus tard pour remplacer une roue avant, sans toutefois perdre sa troisième place, loin devant les Talbot de Louis Rosier et Yves Giraud-Cabantous. Au moment d'effectuer son deuxième arrêt-ravitaillement, au début du vingt-cinquième tour, le champion du monde a porté son avance à près de trois minutes. Il repart avec une marge confortable de plus de deux minutes sur Ascari, la fin de course se déroulant sans incident notable, les positions étant acquises. Battu en Suisse, Farina emporte ici une nette victoire et prend la tête du championnat, avec deux points d'avance sur Fangio qui est parvenu à terminer la course (neuvième, il est le dernier classé), récompensé d'un point pour son record du tour réalisé en début d'épreuve.

### Classements intermédiaires
Classements intermédiaires des monoplaces aux premier, deuxième, troisième, cinquième, dixième quinzième, dix-huitième et vingt-cinquième tours,.

### Classement de la course
| Pos  | No | Pilote                | Écurie      | Tours | Temps/Abandon                      | Grille | Points |
| ---- | -- | --------------------- | ----------- | ----- | ---------------------------------- | ------ | ------ |
| 1    | 4  | Giuseppe Farina       | Alfa Romeo  | 36    | 2 h 45 min 46 s 2                  | 2      | 8      |
| 2    | 8  | Alberto Ascari        | Ferrari     | 36    | 2 h 48 min 37 s 2 (+ 2 min 51 s 0) | 4      | 6      |
| 3    | 10 | Luigi Villoresi       | Ferrari     | 36    | 2 h 50 min 08 s 1 (+ 4 min 21 s 9) | 3      | 4      |
| 4    | 14 | Louis Rosier          | Talbot-Lago | 34    | 2 h 47 min 47 s 5 (+ 2 tours)      | 7      | 3      |
| 5    | 22 | Yves Giraud-Cabantous | Talbot-Lago | 34    | 2 h 48 min 59 s 9 (+ 2 tours)      | 8      | 2      |
| 6    | 24 | André Pilette         | Talbot-Lago | 33    | 2 h 47 min 10 s 1 (+ 3 tours)      | 12     |        |
| 7    | 16 | Johnny Claes          | Talbot-Lago | 33    | 2 h 49 min 47 s 5 (+ 3 tours)      | 11     |        |
| 8    | 26 | Pierre Levegh         | Talbot-Lago | 32    | + 4 tours                          | 13     |        |
| 9    | 2  | Juan Manuel Fangio    | Alfa Romeo  | 32    | + 4 tours                          | 1      | 1      |
| Abd. | 18 | Louis Chiron          | Talbot-Lago | 28    | Moteur                             | 9      |        |
| Abd. | 6  | Consalvo Sanesi       | Alfa Romeo  | 11    | Radiateur                          | 6      |        |
| Abd. | 12 | Piero Taruffi         | Ferrari     | 8     | Transmission                       | 5      |        |
| Abd. | 20 | Philippe Étancelin    | Talbot-Lago | 0     | Transmission                       | 10     |        |

- Légende : Abd.=Abandon

### Pole position et record du tour
- Pole position :  Juan Manuel Fangio en 4 min 25 s (vitesse moyenne : 191,819 km/h).
- Meilleur tour en course :  Juan Manuel Fangio en 4 min 22 s 1 (vitesse moyenne : 193,941 km/h) au dixième tour.

#### Évolution du record du tour en course
Le record de la piste fut amélioré cinq fois au cours de l'épreuve.

### Tours en tête
- Luigi Villoresi : 2 tours (1-2)
- Giuseppe Farina : 33 tours (3-14 / 16-36)
- Juan Manuel Fangio : 1 tour (15)

## Classement général à l'issue de la course
| Pos. | Pilote                  | Écurie       | Points | SUI | 500 | BEL | FRA | GBR | ALL | ITA | ESP |
| ---- | ----------------------- | ------------ | ------ | --- | --- | --- | --- | --- | --- | --- | --- |
| 1    | Giuseppe Farina         | Alfa Romeo   | 12     | 4   | -   | 8   |     |     |     |     |     |
| 2    | Juan Manuel Fangio      | Alfa Romeo   | 10     | 9*  | -   | 1*  |     |     |     |     |     |
| 3    | Lee Wallard             | Kurtis Kraft | 9      | -   | 9*  | -   |     |     |     |     |     |
| 4    | Piero Taruffi           | Ferrari      | 6      | 6   | -   | -   |     |     |     |     |     |
|      | Mike Nazaruk            | Kurtis Kraft | 6      | -   | 6   | -   |     |     |     |     |     |
|      | Alberto Ascari          | Ferrari      | 6      | -   | -   | 6   |     |     |     |     |     |
| 7    | Luigi Villoresi         | Ferrari      | 4      | -   | -   | 4   |     |     |     |     |     |
| 8    | Consalvo Sanesi         | Alfa Romeo   | 3      | 3   | -   | -   |     |     |     |     |     |
|      | Andy Linden             | Sherman      | 3      | -   | 3   | -   |     |     |     |     |     |
|      | Louis Rosier            | Talbot-Lago  | 3      | -   | -   | 3   |     |     |     |     |     |
| 11   | Jack McGrath            | Kurtis Kraft | 2      | -   | 2   | -   |     |     |     |     |     |
|      | Manny Ayulo             | Kurtis Kraft | 2      | -   | 2   | -   |     |     |     |     |     |
|      | Emmanuel de Graffenried | Alfa Romeo   | 2      | 2   | -   | -   |     |     |     |     |     |
|      | Bobby Ball              | Schroeder    | 2      | -   | 2   | -   |     |     |     |     |     |
|      | Yves Giraud-Cabantous   | Talbot-Lago  | 2      | -   | -   | 2   |     |     |     |     |     |

- attribution des points : 8, 6, 4, 3, 2 respectivement aux cinq premiers de chaque épreuve et 1 point supplémentaire pour le pilote ayant accompli le meilleur tour en course (signalé par un astérisque)
- Le règlement permet aux pilotes de se relayer sur une même voiture, les points éventuellement acquis étant alors partagés. Jack McGrath et Manny Ayulo marquent chacun deux points pour leur troisième place à Indianapolis.

## À noter
- 4e victoire en championnat du monde pour Giuseppe Farina.
- 8e victoire en championnat du monde pour Alfa Romeo en tant que constructeur.
- 8e victoire en championnat du monde pour Alfa Romeo en tant que motoriste.